# さいたま市立辻小学校
さいたま市立辻小学校（さいたましりつ つじしょうがっこう）は、埼玉県さいたま市南区にある公立小学校。

## 規模
- 2014年度 - 児童数514人17学級

## 沿革
- 1968年（昭和43年）4月1日 - 旧浦和市立南浦和小学校から分離し、浦和市立辻小学校として開校。
- 2001年（平成13年）5月1日 - さいたま市発足に伴い、校名をさいたま市立辻小学校に変更。

## 所在地
- さいたま市南区辻6-3-28

## ホームグラウンドとして利用
- 浦和辻サッカー少年団
- 浦和辻イーグルス
- 浦和辻ジュニアバレーボールクラブ
- さいたま辻ミニバスケットスポーツ少年団